# Kościół Wniebowzięcia Najświętszej Maryi Panny „Ta’ Duna” w Lii
Kościół Wniebowzięcia Najświętszej Maryi Panny „Ta’ Duna” (malt. Il-knisja ta’ Santa Marija “ta’ Duna”, ang. Church of the Assumption of Mary Ta' Duna) – rzymskokatolicki kościół znajdujący się w miejscowości Lija na Malcie. 

## Historia
Budowa kościoła została rozpoczęta około roku 1569, zaś zakończona w 1575 roku. Najstarszym dokumentem, który wspomina o tym kościele, jest dokument notariusza Angelo Bartolo z 25 lipca 1569 roku, który mówi, że kościół został zbudowany przez niejakiego Mariano Portelliego zwanego Duna. Opis kościoła znajduje się w raporcie z wizytacji prałata Pietro Dusiny, wizytatora apostolskiego na Malcie w 1575 roku.
W roku 1658 kościół został zdesakralizowany. Odbudowany przez braci Severio i Michele Portellich oraz Michele Bartolo, i przywrócony do należnej funkcji w roku 1755, został 24 sierpnia 1782 roku poświęcony przez biskupa Vincenzo Labiniego. Wraz z kościołem wybudowano wokół niego także inne budynki i tym samym kościół stanowił część kompleksu. Był on wówczas pod świeckim patronatem, który w pewnym momencie został utracony i dziś świątynia podlega jurysdykcji parafii w Lii. Przez jakiś czas w XIX wieku kościół należał do Jezuitów, którzy przybyli tu z Włoch, Francji i Sycylii. Później powrócił pod zarząd parafii.

## Architektura

### Wygląd zewnętrzny
Z zewnątrz kościół wydaje się mieć plan kwadratu. Na wszystkich widocznych rogach znajdują się wysokie, gładkie, na masywnych cokołach pilastry w stylu toskańskim, które podtrzymują belkowanie otaczające cały budynek. Drzwi główne są kwadratowe i proste w konstrukcji. Oflankowane są żebrowanymi kamiennymi listwami, zwieńczone zaś gładkim występem i małym gzymsem. Nad całością kolejny występ w kształcie litery „V”, być może przygotowany do umieszczenia na nim herbów. Po obu stronach głównych drzwi znajdują się dwa kwadratowe okna z małym kamiennym stopniem. Bezpośrednio nad wejściem znajduje się małe owalne okienko typu wole oko. Górną część fasady zamykają dwa zestawy belkowania i ciężki gzyms. Na narożnikach dachu znajdują się po dwie kamienne konstrukcje w kształcie urny, które zdobią gładką górną część. Pomiędzy tymi elementami znajduje się barokowy fronton zwężający się ku górze, na którym stoi mały krzyż.

Elewacja boczna jest kopią frontowej, z tą różnicą, że ściana nad gzymsem nad drzwiami jest gładka. Same drzwi są zamurowane. Nad całością góruje kopuła bez bębna zwieńczona elegancką latarnią, która dodatkowo ozdobiona jest podporami w postaci esownicy. Nie wiadomo jednak kto był architektem tej barokowej świątyni.

### Wnętrze
Wewnątrz kościół ma plan kwadratowy z kamiennym ołtarzem głównym umieszczonym w głębokim prezbiterium z apsydą. Sklepienie kolebkowe z łukami przykrywa prezbiterium, ściany przebite dwoma oknami. Świątynia mieści około pięćdziesięciu osób. Pilastry w stylu toskańskim podtrzymują cztery pendentywy i cztery łuki, na których spoczywa półkulista kopuła podzielona na osiem pól ośmioma żebrami. Wyżej znajduje się latarnia z oknami.
Obraz tytularny z 1790, dzieło Michele Busuttila (1762–1831), zajął miejsce poprzedniego, namalowanego przez Zakkariję Micallefa na początku XVII wieku (1624), dziś w muzeum kościoła parafialnego. Obraz ozdobiony jest ramą w stylu rokoko, zaprojektowaną prawdopodobnie przez Giovanniego Sammuta (1784–1841). Po bokach prezbiterium znajduje się dwoje drzwi prowadzących do zakrystii, a nad nimi dwa obrazy umieszczone w wykutych w kamieniu ramach. Przedstawiają one św. Alojzego Gonzagę i św. Franciszka Ksawerego, a wyszły spod pędzla wspomnianego już Michele Basuttila.
W kościele mieszczą się też dwa inne obrazy, są to Św. Marek i Św. Łukasz, przypisywane Stefano Erardiemu, a także komplet obrazów Via Sagra.

## Kościół dziś
Dziś budynek kościoła służy jako kaplica całodziennej adoracji.

## Ochrona dziedzictwa kulturowego
27 sierpnia 2012 roku kościół został wpisany na listę National Inventory of the Cultural Property of the Maltese Islands pod numerem 00814.